# Syed Hamid Albar

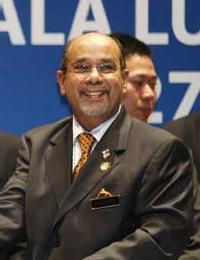
Syed Hamid Albar.

Syed Hamid bin Syed Jaabar Albar (Penang, 15 de enero de 1944) es un político malasio y Ministro de Asuntos Exteriores en 2006.

## Biografía
Syed Hamid nació en Kampung Melayu Air Hitam, Penang, Malasia, a Syed Jaafar Albar, un político umno y ex ministro de gabinete. El padre de Syed Hamid era de ascendencia árabe de Hadhrami, Pueblo árabe de Indonesia a Malasia poco antes de la Segunda Guerra Mundial.Hijo del también político Syed Jaafar Albar Miembro del partido político UMNO desde su etapa como estudiante, formó de joven una organización malasia de expatriados y estudiantes en Londres. Fue elegido miembro del Consejo Supremo del partido en 1986. En 1995 fue elegido Ministro de Defensa y en 1999 de Asuntos Exteriores.

## Honours
- Orden del Sol Naciente, 2019.[1]